# Lissonomimus megaderinus
Lissonomimus megaderinus là một loài bọ cánh cứng trong họ Cerambycidae.